# Sept-Meules
Sept-Meules – miejscowość i gmina we Francji, w regionie Normandia, w departamencie Sekwana Nadmorska.
Według danych na rok 1990 gminę zamieszkiwały 173 osoby, a gęstość zaludnienia wynosiła 21 osób/km² (wśród 1421 gmin Górnej Normandii Sept-Meules plasuje się na 728. miejscu pod względem liczby ludności, natomiast pod względem powierzchni na miejscu 448.).